# Viktor Jirmunski
Viktor Maksimovici Jirmunski (în rusă Виктор Максимович Жирмунский) (n. 2 august - 21 iulie, stil vechi - 1891 la Sankt Petersburg – d. 31 ianuarie 1971 la Leningrad) a fost un istoric literar și un lingvist rus, membru al Academiei de Științe a Uniunii Sovietice.